# Salle des Peupliers
La Salle des Peupliers de Bordeaux est  une salle bâtie dans les années 1960 par les joueurs des JSA Bordeaux Basket et reconstruite en 1989.
C'est la salle de les équipes de basket-ball et de volley-ball des Jeunes de Saint-Augustin.

## Équipements
- 1 salle de sports collectifs de 32m par 19m, 900 places assises en gradins[1].

## Équipes
- Les Jeunes de Saint-Augustin Bordeaux Basket qui évoluent en Championnat de France de basket-ball de Nationale féminine 2.
- Les JSA Bordeaux Volley qui évoluent en Championnat de France de Nationale 3 de volley-ball masculin et en Championnat de France de Nationale 2 de volley-ball féminin.